# ماسون أبلتون
ماسون أبلتون (بالإنجليزية: Mason Appleton)‏ هو لاعب هوكي الجليد أمريكي، ولد في 15 يناير 1996 في غرين باي في الولايات المتحدة.

## وصلات خارجية
- ماسون أبلتون على موقع دوري الهوكي الوطني (الإنجليزية)
- ماسون أبلتون على موقع EliteProspects.com (الإنجليزية)
- ماسون أبلتون على موقع HockeyDB.com (الإنجليزية)
- ماسون أبلتون على موقع Hockey-Reference.com (الإنجليزية)